# Rasmus Nordqvist
Rasmus Nordqvist, né le 18 juillet 1975 à Copenhague, est un homme politique danois, membre du Parti populaire socialiste. Il est député européen depuis 2024.

## Biographie
Rasmus Nordqvist fait ses études à l'institut d'architecture et design de l'académie royale des beaux-arts du Danemark, qu'il termine en 1999. Il travaille ensuite dans l'industrie de la mode.
En 2013, il fait partie des co-fondateurs de L'Alternative. Il est élu au Folketing sous la bannière du parti lors des élections législatives de 2015. Il devient alors le porte-parole politique du groupe parlementaire.
En septembre 2018, il est choisi comme tête de liste de L'Alternative pour les élections européennes de 2019, les premières auxquelles prend part le parti. Sa liste remporte 3,4 % des suffrages lors du scrutin du 27 mai, et échoue à obtenir un siège au Parlement européen. Il est réélu pour un second mandat au Folketing lors des élections législatives du 5 juin. 
En décembre 2019, il annonce sa candidature à la direction du parti après que Uffe Elbæk ait annoncé sa démission. Parmi les six candidats, il est le seul à siéger au Parlement mais est éliminé au deuxième tour du scrutin remporté le 1er février 2020 par Josephine Fock. Le 3 février, il annonce se retirer de son rôle de porte-parole politique du groupe parlementaire.
Le 9 mars, il fait partie des quatre députés (parmi cinq) du groupe à quitter L'Alternative pour siéger comme indépendants, sur fond de désaccord avec le maintien de Josephine Fock à la tête du parti malgré des accusations de harcèlement. En mai, il annonce rejoindre le Parti populaire socialiste. En octobre 2021, il devient le porte-parole du groupe pour la politique climatique.
Candidat sous la bannière de son nouveau parti aux élections législatives anticipées de novembre 2022, il ne parvient pas à se faire réélire au Folketing pour un troisième mandat.
En août 2023, il annonce sa candidature sur la liste du Parti populaire socialiste menée par Kira Marie Peter-Hansen pour les élections européennes de 2024. Il fait partie des trois candidats du parti élus lors du scrutin le 9 juin. Après son élection, il siège à la commission de l'environnement, de la santé publique et de la sécurité alimentaire du Parlement européen.